# Кутижма (станция)
Кутижма (карел. Kutižma) — населённый пункт (тип: станция) в составе Чалнинского сельского поселения Пряжинского района Республики Карелия; посёлок при бывшей станции Кутижма Петрозаводского региона Октябрьской железной дороги.

## История
Станция на перегоне Суоярви I—Петрозаводск  открыта в 1940 году.

## Население
| 2002 | 2010 | 2013 |
| ---- | ---- | ---- |
| 18   | ↘12  | →12  |

## Инфраструктура

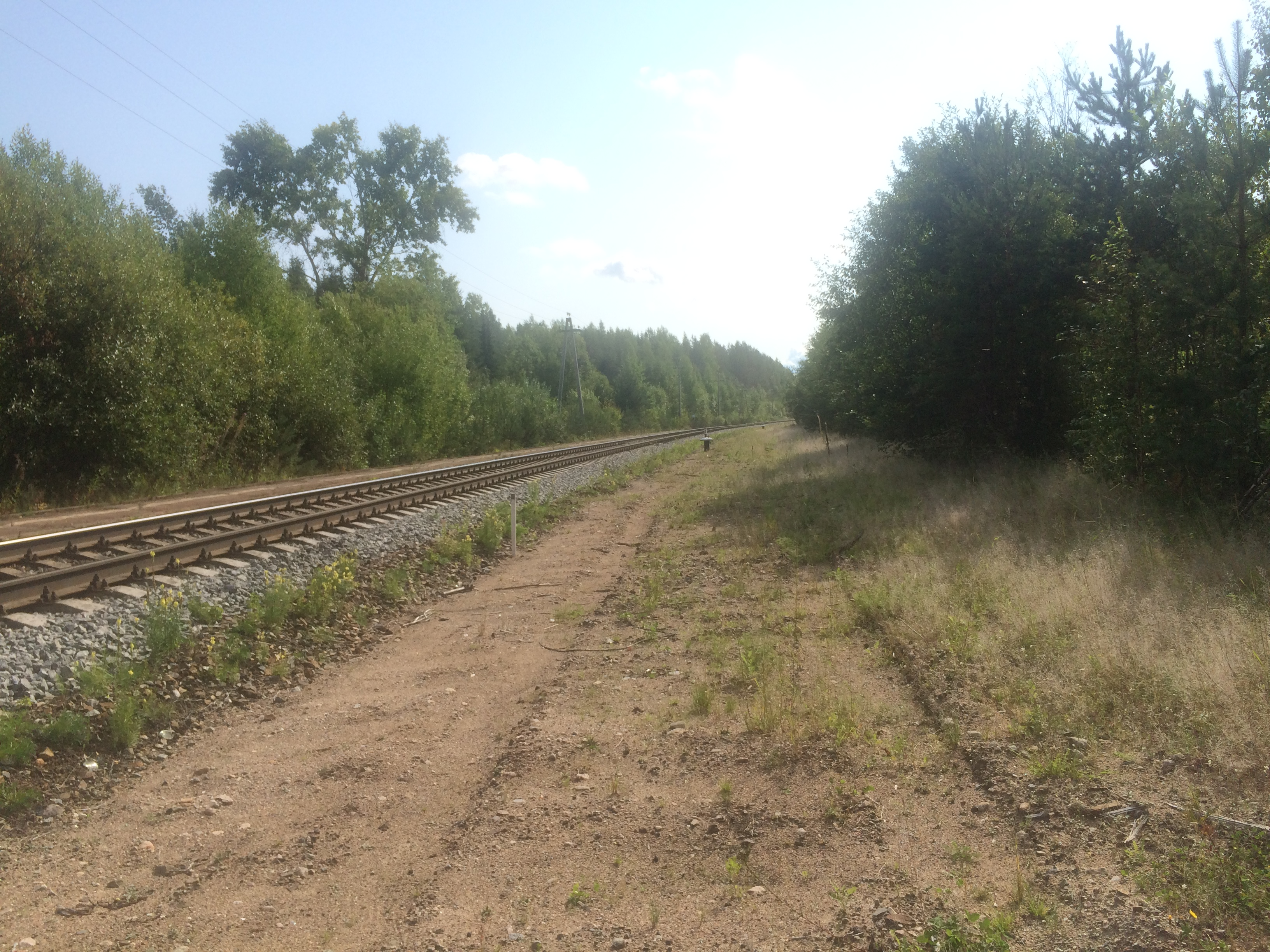
Разобранные боковые пути.
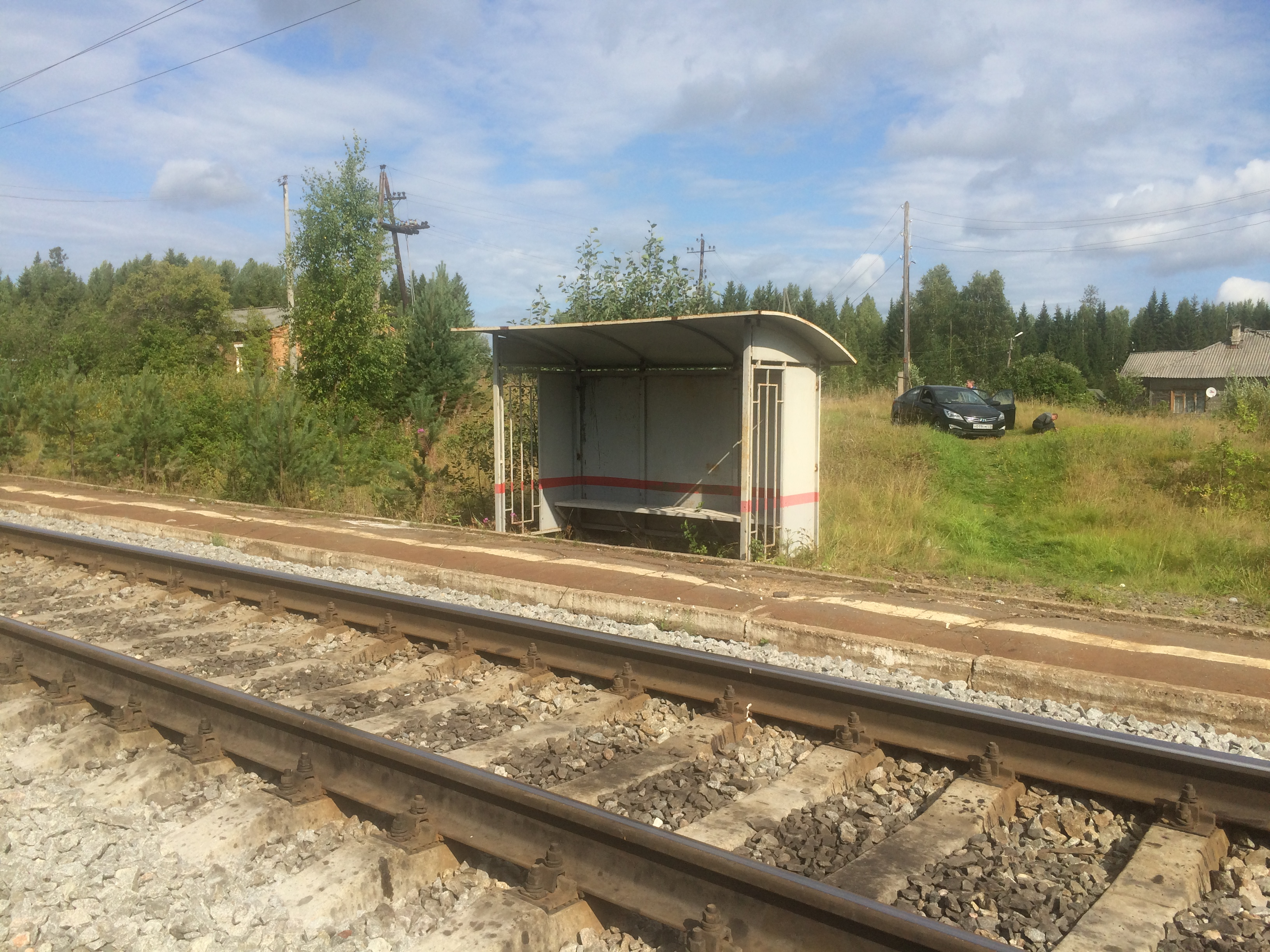
Пассажирский павильон.

Путевое хозяйство; почти всё разобрано с конца 1990-х.
Действует  остановочная платформа  Кутижма на  490,5 км перегона Суоярви I—Петрозаводск.

## Транспорт
Автомобильный и железнодорожный транспорт.